# Anacortes
Anacortes [ænəˈkɔːɹtɪs] ist eine City im Skagit County des US-Bundesstaates Washington mit 17.637 Einwohnern (lt. Volkszählung 2020).

## Geografie und Klima
Anacortes befindet sich im äußersten Nordosten auf Fidalgo Island, 55 km von Kanada entfernt. Nach Angaben des United States Census Bureaus hat der Ort eine Fläche von 36,7 km², wovon 30,5 km² auf Land und 6,2 km² (= 16,93 %) auf Wasser entfallen. Am nördlichen Ende des Puget Sound gelegen wird die gesamte Ostküste der Insel, und damit auch Anacortes, durch den Swinomish Channel vom Festland getrennt. Westlich der Stadt liegen die San Juan Islands. Das Klima ist im Vergleich mit anderen Orten im Pazifischen Nordwesten milder und trockener, da die südwestlich gelegenen Olympic Mountains sehr viel Niederschlag abfangen.

## Geschichte
Spanier und Briten waren die ersten Europäer, die Ende des 18. Jahrhunderts Fidalgo Island erkundeten. Um 1860 entdeckten US-amerikanische und europäische Siedler die Insel für sich, um hier sesshaft zu werden. Das Gebiet war zuvor über Jahrtausende Heimat der Samish und Swinomish, zwei indigener Völkergruppen der Küsten-Salish (Coast Salish Peoples).
Anacortes wurde im Jahr 1879 offiziell von Amos Bowman mit der Eröffnung eines Postamtes gegründet. Namensgeberin war seine Frau Anna, geborene Curtis. Die Idee, den Endpunkt der transkontinentalen Eisenbahn in ihrer Stadt zu errichten und die damit verbundene Aussicht auf gute Verdienstmöglichkeiten, ließ die Zahl der Einwohner rasch auf über 2000 ansteigen. Der Ort erhielt daraufhin am 19. Mai 1891 das Stadtrecht.
Durch diverse Bau- und Finanzierungsprobleme und nicht zuletzt auch aufgrund von Unwirtschaftlichkeit wurde die Realisierung einer Bahnstrecke bis Anacortes aufgegeben. Bald waren es Berufsgruppen wie Fischer, Fischverarbeiter, Farmer, Sägemühlenbetreiber und andere, die den Aufbau der Stadt weiter vorantrieben. 1962 erhielt sie den „All-American-City-Award“, eine Auszeichnung für Gemeinden, die sich für ein starkes Miteinander in allen Bereichen einsetzen, um lokale Probleme erfolgreich anzugehen.

## Verkehr und Wirtschaft
Anacortes ist entweder über die State Route 20 (North Cascades Highway) mit dem Auto oder mit der Fähre von Everett bzw. Port Townsend über Whidbey Island erreichbar.
Der Ort verfügt über einen Fährhafen, der vor allem von den Washington State Ferries benutzt wird. Von hier werden die Inseln Lopez Island, Shaw Island, Orcas Island und San Juan Island sowie via Sidney, Victoria (jeweils in Kanada) bedient.
Anacortes ist ein Ausgangsort für die Freizeitschifffahrt; hier befindet sich auch eine Marina. Eine Brauerei und ein kleiner regionaler Flughafen gehören ebenfalls zu dieser Kleinstadt. 
Eine Hommage an die Menschen, die für den Aufbau und den Erhalt des Ortes sorgten, zeigt sich in den vielen Fassadenmalereien, die die Häuser der Altstadt schmücken. Zu den Objekten in Anacortes, die im National Register of Historic Places stehen, gehört das Snagboot W. T. Preston.

## Städtepartnerschaften
Partnerstädte von Anacortes sind
- Lomonossow, Russland
- Nikaho (Kisakata), Japan
- Sidney (British Columbia), Kanada
- Vela Luka, Kroatien